# María Sansoric
María Sansoric, su vida transcurrió en la Nueva España entre los siglos XVI y XVII. Es la primera mujer responsable, activamente, de las fuentes tipográficas y de una imprenta en el siglo XVI en la Nueva España. También es la primera en que su nombre aparezca como pie de imprenta (Apud viduam Petro Ocharte) y en abrir una nueva imprenta, fuera de la casa familiar: La imprenta de Santiago Tlatelolco.

## Biografía
Se conoce poco respecto a su vida personal antes de su viudez. Fue esposa de Pedro Ocharte, viudo de María de Figueroa (hija de Juan Pablos y Gerónima Gutiérrez, primeros impresores de la Nueva España). Ocharte es encarcelado en 1572 acusado de luteranismo por la Inquisición y María se hace responsable durante los dos años del encarcelamiento de su marido de la imprenta de éste. Posteriormente, Ocharte fallece en 1592 y María, nuevamente, queda al mando de la imprenta.
Es la primera mujer en hacerse cargo activamente de la empresa de la imprenta en la Nueva España, aparece en el pie de imprenta como “Apud viduam Petro Ocharte”. Expande su legado y funda otra imprenta, fuera de la casa familiar, en Santiago de Tlatelolco, con la asesoría de Cornelio Adrián César (tipógrafo holandés que también estuvo encarcelado por la Inquisición en Nueva España), y la dirige junto con Melchor Ocharte (hijo).

## Legado
Tras la muerte de Pedro Ocharte, Sansoric cede a Pedro Balli (quien también trabajó con Antonio Espinosa) la mitad de la empresa familiar en agradecimiento a los años que éste ayudó a la familia (durante el encarcelamiento de Ocharte y aún después de éste en la imprenta). Posteriormente funda y dirige otra imprenta en Santiago de Tlatelolco, la que será conocida como: La imprenta del Colegio de la Santa Cruz. Fue parteaguas para el legado de los impresores y tipógrafos de la Nueva España ( Cornelio Adrián César, Pedro Balli, Melchor Ocharte) y ejemplo para otras mujeres viudas de impresores que también se hicieron cargo de las imprentas familiares (Paula Benavides, viuda de Bernardo Calderón, y su hija María de Ribera Calderón y Benavides).